# Spermophilus brevicauda
Spermophilus brevicauda is een zoogdier uit de familie van de eekhoorns (Sciuridae). De wetenschappelijke naam van de soort werd voor het eerst geldig gepubliceerd door Brandt in 1843.